# 小峰トンネル
小峰トンネル（こみねトンネル）は、東京都内のあきる野市と八王子市の間にあるトンネルである。
東京都道32号八王子五日市線のトンネルは新小峰トンネル（しんこみねとんねる）、旧道のトンネルは小峰隧道（こみねずいどう）と言う。

## 新小峰トンネル
新小峰トンネルは東京都道32号八王子五日市線にあるトンネル。
小峰隧道は幅が狭く、利便性・安全性が悪かった事から新小峰トンネルの建設が開始された。小峰峠をくぐり抜ける形で建設されたため、以前の峠道を通る必要がなくなり、利便性・安全性の悪さが共に解消された。
- 1999年2月竣工
- 全長656m
- 幅10.25m
- 高4.7m

|  |

## 小峰隧道（旧小峰トンネル）
小峰隧道（旧小峰トンネル）は東京都道32号八王子五日市線の旧道にあるトンネル。
小峰隧道に行くには峠道を上って行く必要がある。上りきると小峰峠があり、そこが小峰隧道である。トンネルの入口上部に取り付けられている扁額には、八王子側は「小峯隧道」（「峰」ではなく「峯」）、五日市側は「大正五年二月成」といずれも右書きで記載されている。
以前は、小峰隧道のある道路は上下1車線ずつで、秋川街道の一部として八王子駅方面と武蔵五日市駅方面とを行き来する主要な交通経路の1つとして利用されていた。しかし、カーブが多い上に旧小峰トンネル付近は車がすれ違うのも難しく、トンネルも3.3mという車両の高さ制限があった。加えて、京王八王子駅～武蔵五日市駅間を通っている路線バスも通行しており、交通手段としては利便性や安全性の良い道路ではなかった。また夜中に、オートバイの違法競走型暴走族が多く出没することも問題となっていた。
新小峰トンネルの開通により、小峰隧道はその役目を終えている。現在は隧道への道の入口には今熊側・武蔵五日市側共にゲートが設けられており、徒歩による通行は可能だが、車両での通行はできない。
車両が通行していた時期は「小峰峠」というバス停が旧小峰トンネル付近に設置されていた。新小峰トンネル開通後にその近くに移設したが、2006年4月に「今熊山登山口」と改称した。
- 1916年2月竣工
- 全長79.4m
- 幅4.3m[1]
- 高3.5m